# Leucaena salvadorensis
Leucaena salvadorensis là một loài rau đậu thuộc họ Fabaceae.
Loài này có ở El Salvador, Honduras, và Nicaragua.